# Catxel
El catxel (Cerastoderma edule) és una espècie de mol·lusc bivalve de l'ordre Veneroida, comuna a les zones costaneres de l'est de l'oceà Atlàntic, des de Noruega a l'oest d'Àfrica.

## Noms comuns
Altres noms comuns en català en són gall, gallet, carculla, petxina ratllada,  escopinya  i berberetxo (variant normativa al País Valencià).

## Característiques
La petxina del catxel és de color blanc groguenc, habitualment amb línies fosques i presenta de 22 a 28 costelles radials molt pronunciades, aspres i amples, les quals es troben creuades per ratlles concèntriques i espines escatoses. La seva forma és globosa, gairebé triangular i pot arribar a assolir els 6 cm.

## Distribució i hàbitat
El catxel està àmpliament estès a l'oceà Atlàntic, des del mar de Barents i el mar Bàltic al llarg de la costa atlàntica europea fins Mauritània, i també al mar Mediterrani sud-occidental, on és considerat como rar. Es troba en fons fangosos, sorrencs i de grava, habitualment enterrat al sediment.
El catxel és una de les espècies de mol·luscs més abundant en les zones planes de marees a les badies i estuaris d'Europa. És una espècie pesquera important i és una font important d'aliment per als crustacis, peixos i ocells marins. Es pesca de manera comercial als Països Baixos i les Illes Britàniques. Es fa en aqüicultura a la Bretanya, Països Baixos i Portugal.

## Comportament
Es reprodueix mitjançant larves planctòniques, i a diferencia d'altres especies de la seva família (Cardiidae), es monoica. Al mar del Nord se troba junt a Cerastoderma glaucum, però no s'ha registrat hibridació, degut possiblement a la incompatibilitat entre les gàmetes d'ambdues espècies.
Els catxels poden saltar, recolzant el peu al fons i estirant-lo de cop poden sortir projectats fins a mig metre de distància i escapar dels depredadors.